# اتفاقية عكرمة
اتفاقية عكرمة هي تسوية مؤقتة. حيث انها عبارة عن زوج من الاتفاقيات الموقعة من قبل النظام السنوسي مع بريطانيا وإيطاليا في 16 أبريل 1917 في مدينة عكرمة الليبية.
المفاوضات بدأها إدريس السنوسي وذلك بعد فترة قصيرة من تنازل ابن عمه أحمد الشريف السنوسي عن زعامة الحركة السنوسيّة في عام 1917. حيث كان ابن عمه أحمد الشريف السنوسي قد قاد الحملة السنوسية بمساعدة العثمانيين والألمان في ذروة الحرب العالمية الأولى، إلا انها انتهت بفشلها وتنازله عن القيادة لإدريس. الذي بدوره كان يرغب في الدخول في مفاوضات مع بريطانيا، لكن البريطانيين رفضوا التفاوض ما لم يتم تضمين حليفتهم في زمن الحرب، إيطاليا، في المحادثات. كان السلام مع إيطاليا أكثر مما يستطيع الشريف تحمله، فغادر ليبيا إلى الدولة العثمانية عندما بدأت المفاوضات.
وصل الوفدان الإيطالي والبريطاني إلى طبرق في أواخر يناير 1917، بينما بقي إدريس في عكرمة. وقام السنوسي والرسل البريطانيون بنقل مقترحات الأطراف المكتوبة بين الموقعين. زار المندوبون الإيطاليون عكرمة لأول مرة في أواخر مارس، وفي هذه المناسبة أطلق إدريس سراح أسير حرب إيطالي كدليل على حسن النية بناءً على اقتراح البريطانيين.
كانت هناك أربع وثائق رئيسية شكلت موضوع المفاوضات: قائمة مطالب إيطاليا الأولية، قائمة مطالب إدريس الأولية، مراجعة إيطالية لقائمة إدريس، وتعليقات ومراجعات إدريس على قائمته الأصلية. قبل الإيطاليون مطالب إدريس إلى حد كبير. وكانت النقطة الشائكة في المفاوضات هي طلب الإيطاليين قبول مطالبهم من حيث المبدأ. ودعم الإنجليز إدريس في هذه النقطة، وأعيدت القضية إلى طرابلس (عاصمة ليبيا الإيطالية ) وروما. عندما تم توضيح أن القبول من حيث المبدأ لا يعني القبول بالتفصيل وأن إجراء مزيد من المفاوضات سيكون ضروريًا قبل تنفيذ أي طلب إيطالي، وافق إدريس على التوقيع على التسوية المؤقتة في 14 أبريل. تم التوقيع على اتفاقيتين منفصلتين بين القوى في 16 أبريل.
كانت التسوية المؤقتة عبارة عن مجموعة مؤقتة من الاتفاقيات. ودعت السنوسية إلى وقف الأعمال العدائية وحل الجيش السنوسي. اتفقت إيطاليا والسنوسي على إطلاق سراح جميع أسرى الحرب. سُمح للسنوسي بالتجارة الحرة مع الساحل ومع مصر، وتم الاعتراف بحكم إدريس في واحات أوجلة وجالو وأجدابيا والجغبوب والكفرة . المعاهد السنوسية ( الزوايا ) في مصر، التي قمعها البريطانيون، ظلت مغلقة.
في عكرمة، تخلى السنوسي عن السلطة العثمانية بناءً على طلب الإيطاليين والبريطانيين. بعد ذلك، قام إدريس باعتقال العملاء العثمانيين في أراضيه ووضع الأوتاد على طول الحدود بين برقة وطرابلس لمنع أي شخص من العبور إلى أراضيه. لم يكن هناك اعتراف رسمي حتى الآن بالسيادة الإيطالية من قبل السنوسي. واصل إدريس التعامل مباشرة مع البريطانيين، رغم الاعتراضات الإيطالية. وفي عام 1918، قامت إيطاليا وبريطانيا بتزويد إدريس بالسلاح لمساعدته في الحفاظ على سيطرته على السنوسي. تم استبدال التسوية المؤقتة باتفاق الرجمة [الإنجليزية] في 25 أكتوبر 1920، والذي قبل إدريس بموجبه السيادة الإيطالية.